# Am Querkanal 2 (Stralsund)

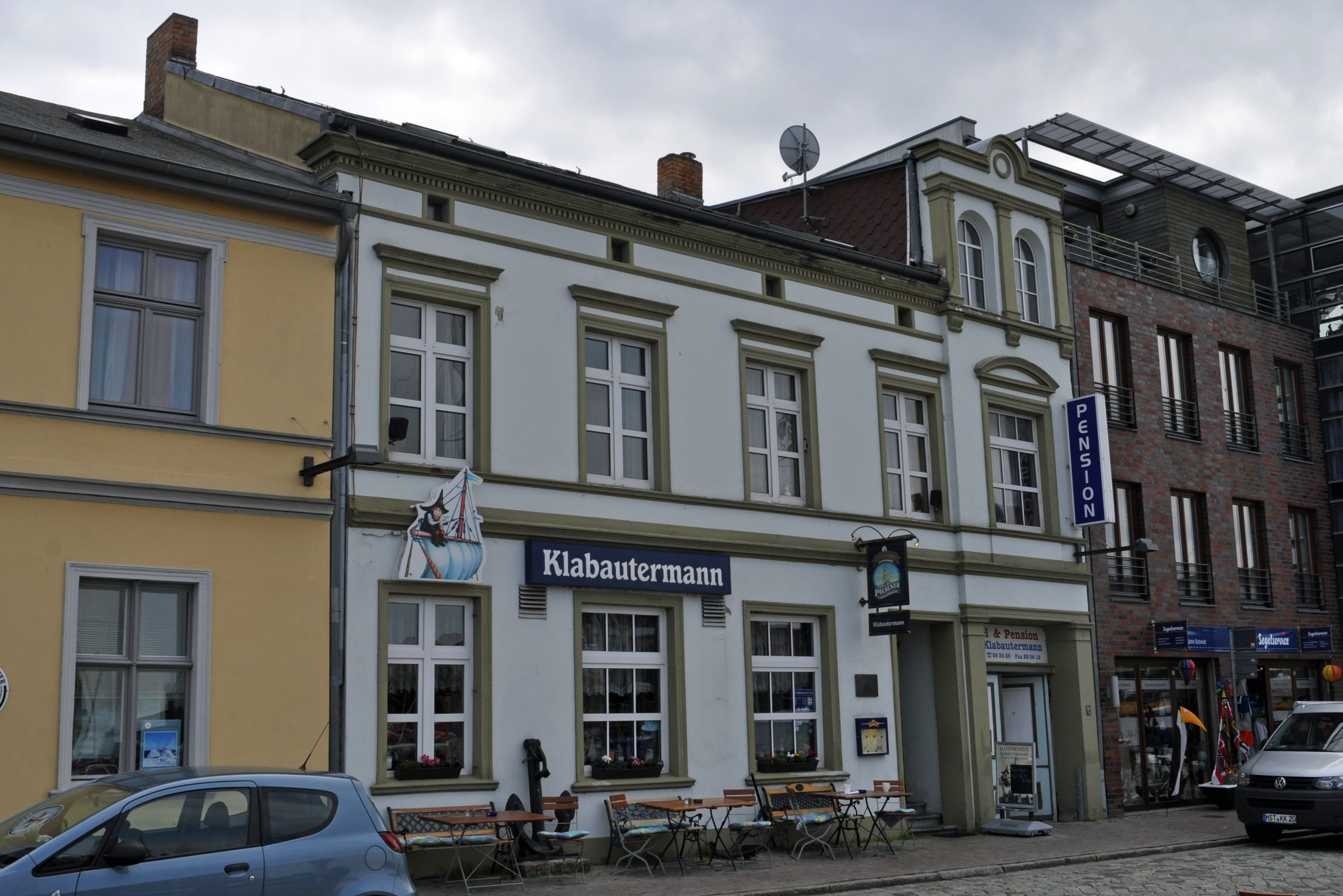
Das Haus Am Querkanal 2 in Stralsund (2012)

Das Haus mit der postalischen Adresse Am Querkanal 2 ist ein denkmalgeschütztes Gebäude in der Hansestadt Stralsund in der Straße Am Querkanal.
Das zweigeschossige, fünfachsige Haus wurde im späten 19. Jahrhundert errichtet. Die Fassade des traufenständigen Gebäudes ist verputzt; die rechte Achse krönt ein Zwerchhaus.
Das Haus liegt im Randgebiet des von der UNESCO als Weltkulturerbe anerkannten Stadtgebietes des Kulturgutes „Historische Altstädte Stralsund und Wismar“. In die Liste der Baudenkmale in Stralsund ist es mit der Nummer 25 eingetragen.